# Razmnožavanje biljaka
Razmnožavanje biljaka prostije organizacije, a i kod složenijih sreću se jednostavni slučajevi razmnožavanja, koji se svode na prostu ćelijsku deobu, fragmentaciju ili drugo neko odvajanje dela tela, koji će dati novu biljku. Međutim u toku evolucije biljaka nije se išlo ovim putem, već se pojavljuje drugi put, stvaranje posebnih specijalizovanih delova koji služe samo razmnožavanju. Ti delovi tela mogu biti jednoćelijski, pa se jednim imenom nazivaju spore, ili mogu biti višećelijski delovi koji su nekad i vrlo složene građe i nose različite nazive, npr. semena. Građa ovih tela, koja su specijalizovana za razmnožavanje, je vezana za njihovu funkciju.
U zavisnosti od osobina delova za razmnožavanje, razmnožavanje može biti bespolno i polno.

## Bespolno razmnožavanje
Bespolno razmnožavanje karakteriše se time što se delovi za razmnožavanje direktno bez sjedinjavanja sa odgovarajućim drugim delom razvijaju u nove individue. Bespolno razmnožavanje biljaka može biti dvojako vegetativno i bespolno razmnožavanje u užem smislu.

### Vegetativno razmnožavanje
Vegetativno razmnožavanje zasniva se na veoma jako izraženoj sposobnosti regeneracije, tj. u mogućnosti obnavljanja izgubljenih organa ili delova, kao i uopšte u potencijalnoj mogućnosti za razviće novog organizma iz pojedinih delova biljnog tela. Vegetativno razmnožavanje može biti dvojako:
- prirodno
- veštačko Žalfija kao primer umnožavanjem dela bokora

#### Prirodno vegetativno razmnožavanje
Vegetativno razmnožavanje je dosta rasprostranjeno kod viših biljaka. Među skrivenosemenicama, po pravilu, samo jednogodišnje i dvogodišnje biljke se ne razmnožavaju, u prirodnim uslovima, vegetativnim putem.Među višegodišnjim biljkama, skoro sve zeljaste i mnoge drvenaste biljke su, na neki način, sposobne da se umnožavaju vegetativnim putem. Vegetativno razmnožavanje ima u prirodi veliki značaj. Za mnoge biljke to je način za široko izraženu ekspanziju u prostoru. Sa poljoprivrednog gledišta posebno je interesantno da mnoge korovske biljke raspolažu velikim mogućnostima vegetativnog razmnožavanja]]

#### Veštačko vegetativno razmnožavanje
Veštačko vegetativno razmnožavanje ima vrlo veliki značaj u poljoprivredi. Ono se, pre svega, primenjuje ako neka kultura biljka u određenim uslovima ne obrazuje seme, ili daje malo semena lošeg kvaliteta.Najbliže prirodnom vegetativnom razmnožavanju jeste umnožavanje deljenjem bokora (žbuna), koje se često primenjuje kod raznih dekorativnih zeljastih višegodišnjih biljaka. U voćarsko-vinogradskoj praksi najveći značaj ima vegetativno razmnožavanje putem kalemljenja. Kalemljenje se zasniva na prenošenju dela žive biljke, pupoljka ili dela stabla, na drugu srodnu biljku, koji treba da srastu, da se u rastenju i razviću dopunjuju i da se nasledno poboljšaju ona njihova svojstva, koja su važna za poljoprivrednu praksu.Biljka na koju se kalemi naziva se podloga (hipobionit), a onaj deo biljke koji se prenosi zove se kalem ili plemka (epibionit).

## Polno razmnožavanje
Polno razmnožavanje odlikuje se time što se obrazuju dve fiziološki različite polne ćelije ili gameti (muški i ženski). Spajanjem gameta postaje novi produkt, koji ujedinjuje karaktere i muškog i ženskog gameta- to je zigot. Polno razmnožavanje ima veliki značaj za evoluciju biljaka. Pri polnom razmnožavanju obrazuje se zigot, u kome su, preko muškog i ženskog gameta, ujedinjena svojstva oba roditelja. Na taj način stvara se mogućnost udruživanja raznovrsnih kombinacija karaktera, što je za evoluciju od bitnog značaja. Različiti nasledni karakteri kombinovani u zigotu polnim razmnožavanjem se u velikom broju primeraka prenose na potomstvo i tako se stvara ogroman materijal koji podleže dejstvu prirodnog odabiranja.

## Polno razmnožavanje skrivenosemenica
Što se tiče polnog razmnožavanja, skrivenosemenice se kao i sve više biljke razmnožavaju se oogamijom, međutim redukcija muškog i ženskog gametofita odmakla je još dalje od redukcije istih tvorevina golosemenica. U njima ne dolazi do obrazovanja gametangija, polenovo zrno nema protalijalnu ćeliju i ćeliju drške, spermatozoidi se nikada ne obrazuju, a ne sreću se ni oformljene arhegonije u embrionovoj kesici. Ženski gametofit je redukovan na nekoliko ćelija.Jedna jajna ćelija posle oplođenja jednom od dve spermatične ćelije daje embrion, a druga spermatična ćelija koja takođe obavlja oplođenje daje sekundarni endosperm-rezervnu hranu za klicu. Dakle, ovde se javlja dvojno oplođenje. Skrivenosemenice su izuzetak zato što su tokom evolucije formirale strukture koje omogućavaju oogamiju i bez prisustva slobodne vode. Sve ovo značajno ubrzava polno razmnožavanje. Oplođenju prethodi oprašivanje, međutim polenova zrna ne mogu dospeti direktno na semeni zametak, već na zig, novu tvorevinu tučka za prihvatanje polena. Oprašivanje uglavnom vrše insekti.

## Istorija polne reprodukcije biljaka
Za razliku od životinja, biljke su imobilne, i ne mogu da traže polne partnere za reprodukciju. U evoluciji ranih biljaka, abiotska sredstva, uključujući vodu i vetar, prenosila su spermu radi reprodukcije. Prve biljke se bile akvatične, i oslobađale su spermu slobodno u vodu da bude nošena strujama. Primitivne kopnene biljke poput jetrenjača i mahovina su imale mobilnu spermu koja je plivala u tankom filmu vode ili je bivala poprskana u kapljicama vode sa muških reproduktivnih organa na ženske organe. Kako su više i složenije biljke evoluirale, nastale su modifikacije u izmeni generacija; u paleozoičkoj eri progimnosperme su se reprodukovale koristeći spore raspršene vetrom. Seme biljki uključujući semenu paprad, četinare i Cordaites, svi od kojih su bili golosemenice, evoluiralo je pre 350 miliona godina; one su imale polenska zrna koja su sadržavala muške gamete za zaštitu sperme tokom procesa transfera od muških do ženskih delova. Smatra se da su se insekti hranili polenom, i da su biljke stoga evoluirale tako da koriste insekte za aktivni prenos polena sa jedne biljke na drugu. Biljke koje proizvode seme, što obuhvata angiosperme i gimnosperme, imaju heteromorfnu izmenu generacija pri čemu velike sporofite sadrže znatno umanjene gametofite. Angiosperme imaju osobene reproduktivne organe koji se nazivaju cvetovi, sa tučkovima, a ženski gametofit je znatno redukovan do ženske embrionske vrećice, sa samo osam ćelija. Muški gametofiti se sastoje od polenskih zrnaca. Sperma biljki sa semenom nije pokretna, izuzev dve starije grupe biljki, Cycadophyta i Ginkgophyta, koje imaju flagelisanu spermu.

## Literatura
- Ellstrand, Norman C. (2018). Sex on the Kitchen Table: The Romance of Plants and Your Food. University of Chicago Press. ISBN 978-0226574899.
- Graham, L.; Graham, J.; Wilcox, L. (2003). Plant Biology. Upper Saddle River, NJ: Pearson Education. стр. 258–259. ISBN 978-0-13-030371-4.
- Raven, P. H.; Evert, R. F.; Eichhorn, S. E. (2005). Biology of Plants (7th изд.). NY: W.H. Freeman and Company. ISBN 978-0-7167-6284-3.
- Bell, Graham (1982). The masterpiece of nature: the evolution and genetics of sexuality. Berkeley: University of California Press. ISBN 978-0-520-04583-5.
- Bernstein, Carol; Harris Bernstein (1991). Aging, sex, and DNA repair. Boston: Academic Press. ISBN 978-0-12-092860-6.
- Hurst, L.D.; J.R. Peck (1996). „Recent advances in the understanding of the evolution and maintenance of sex”. Trends in Ecology and Evolution. 11 (2): 46—52. PMID 21237760. doi:10.1016/0169-5347(96)81041-X.
- Levin, Bruce R.; Richard E. Michod (1988). The Evolution of sex: an examination of current ideas. Sunderland, Mass: Sinauer Associates. ISBN 978-0-87893-459-1.
- Maynard Smith, John (1978). The evolution of sex. Cambridge, UK: Cambridge University Press. ISBN 978-0-521-21887-0.
- Michod, Richard E. (1995). Eros and evolution: a natural philosophy of sex. Reading, Mass: Addison-Wesley Pub. Co. ISBN 978-0-201-40754-9.
- „Scientists put sex origin mystery to bed, Wild strawberry research provides evidence on when gender emerges”. NBC News. Приступљено 25. 11. 2008.
- Ridley, Mark (1993). Evolution. Oxford: Blackwell Scientific. ISBN 978-0-632-03481-9.
- Ridley, Mark (2000). Mendel's demon: gene justice and the complexity of life. London: Weidenfeld & Nicolson. ISBN 978-0-297-64634-1.
- Ridley, Matt (1995). The Red Queen: sex and the evolution of human nature. New York: Penguin Books. ISBN 978-0-14-024548-6.
- Szathmáry, Eörs; John Maynard Smith (1995). The Major Transitions in Evolution. Oxford: W.H. Freeman Spektrum. ISBN 978-0-7167-4525-9.
- Taylor, Timothy (1996). The prehistory of sex: four million years of human sexual culture. New York: Bantam Books. ISBN 978-0-553-09694-1.
- Williams, George (1975). Sex and evolution. Princeton, N.J: Princeton University Press. ISBN 978-0-691-08147-2.
- Beentje, Henk (2010). The Kew Plant Glossary. Richmond, Surrey: Royal Botanic Gardens, Kew. ISBN 978-1-84246-422-9.
- Beentje, Henk (2016). The Kew Plant Glossary (second изд.). Richmond, Surrey: Royal Botanic Gardens, Kew. ISBN 978-1-84246-604-9.
- Bernstein, C.; Bernstein, H. (1991). Aging, Sex, and DNA Repair. San Diego: Academic Press. ISBN 978-0-12-092860-6.
- Barrett, S.C.H. (2002). „The evolution of plant sexual diversity” (PDF). Nature Reviews Genetics. 3 (4): 274—284. PMID 11967552. S2CID 7424193. doi:10.1038/nrg776. Архивирано из оригинала (PDF) 27. 05. 2013. г. Приступљено 03. 03. 2023.
- Baskauf, Steve (2002). „Sexual systems in angiosperms”. Архивирано из оригинала 2018-07-03. г. Приступљено 2013-02-27.
- Buzgo, Matyas; Soltis, Pamela S.; Soltis, Douglas E. (2004). „Floral Developmental Morphology of Amborella trichopoda (Amborellaceae)”. International Journal of Plant Sciences. 165 (6): 925—947. S2CID 84793812. doi:10.1086/424024.
- Ewing, J.W.; Klein, R.M. (1982). „Sex Expression in Jack-in-the-Pulpit”. Bulletin of the Torrey Botanical Club. 109 (1): 47—50. JSTOR 2484467. doi:10.2307/2484467.
- Barkley, Theodore M.; Brouillet, Luc; Strother, John L. „Asteraceae”. Flora of North America. Приступљено 2013-03-04 — преко www.eFloras.org.
- Barkley, Theodore M.; Brouillet, Luc; Strother, John L. „Chichorieae”. Flora of North America. Приступљено 2013-03-04 — преко www.eFloras.org.
- Strother, John L. „Calendula”. Flora of North America. Приступљено 2013-03-04 — преко www.eFloras.org.
- Whittemore, Alan T. „Ranunculus”. Flora of North America. Приступљено 2013-03-04 — преко www.eFloras.org.
- Geber, Monica A. (1999). Gender and sexual dimorphism in flowering plants. Berlin: Springer. ISBN 3-540-64597-7.
- Hickey, M.; King, C. (2001). The Cambridge Illustrated Glossary of Botanical Terms. Cambridge University Press.
- Olson, Matthew S.; Antonovics, Janis (2000). „Correlation between male and female reproduction in the subdioecious herb Astilbe biternata (Saxifragaceae)”. American Journal of Botany. 87 (6): 837—44. JSTOR 2656891. PMID 10860914. doi:10.2307/2656891.
- Stace, H.M. (1995). „Protogyny, Self-Incompatibility and Pollination in Anthocercis gracilis (Solanaceae)”. Australian Journal of Botany. 43 (5): 451—459. doi:10.1071/BT9950451.
- Strittmatter, L.I.; Negrón-Ortiz, V.; Hickey, R.J. (2002). „Subdioecy in Consolea spinosissima (Cactaceae): breeding system and embryological studies”. American Journal of Botany. 89 (9): 1373—1387. PMID 21665739. doi:10.3732/ajb.89.9.1373 .
- Cook, J. Gordon (1968). ABC of plant terms. Watford, UK: Merrow. OCLC 474319451.
- Sporne, K.R. (1974). The Morphology of Angiosperms. London: Hutchinson. ISBN 978-0-09-120611-6.
- Stace, Clive (2010). New Flora of the British Isles (3rd изд.). Cambridge, UK: Cambridge University Press. ISBN 978-0-521-70772-5.
- Darwin, Charles (1877). The Different Forms of Flowers on Plants of the Same Species. London: J. Murray.
- Linnaeus, Carl (1735). Systema Naturae.
- Sattler, Rolf (1973). Organogenesis of Flowers: a Photographic Text-Atlas. University of Toronto Press. ISBN 978-0-8020-1864-9.